# De Best Vormgegeven Boeken
De Best Vormgegeven Boeken is een Belgische literatuurprijs die jaarlijks twee boeken met de beste vormgeving bekroont. Vroeger stond deze prijs bekend als de Plantin-Moretusprijs. De initiatiefnemers van deze prijs zijn de Groep Algemene Uitgevers (GAU), SOFAM en Boek.be.
De prijs werd sinds 2013 niet meer uitgereikt maar werd nieuw leven ingeblazen in 2018. Daarbij werd ook het selectie- en bekroningsproces van de prijs aangepast. Vanaf 2018 kunnen boeken van alle genres voor twee categorieën in aanmerking komen: de prijs voor het beste boekontwerp en de prijs voor het beste beeldboek. Voor elke categorie wordt één winnaar en één eervolle vermelding gekozen. De winnaars van elke categorie krijgen €2000 en gratis lidmaatschap bij SOFAM, en ook de eervolle vermeldingen worden beloond met €500 en een gratis lidmaatschap.

## Winnaars
2018: 
- Beste boekontwerp: 'Bernd Lohaus Blumen' van Thomas Desmet
- Beste beeldboek: 'The Island of the Colorblind' van Sanne De Wilde